# Monte Legnà
Il monte Legnà (1.669 m s.l.m.) è una montagna che si trova al confine tra Piemonte ed Emilia-Romagna, posto sul crinale tra val Borbera e val Boreca, tra il monte Chiappo a nord e il monte Carmo a sud. Fa parte del gruppo del Monte Antola.

## Ascensione alla vetta
Il monte Legnà è raggiungibile da Bogli di Ottone e da Montaldo di Cosola di Cabella Ligure passando per la località Capanne di Cosola, e da Cartasegna di Carrega Ligure.
Sulla sua sommità nel 2000 è stata eretta una croce metallica.

### Via del sale
Sul monte Legnà transitava la via del sale lombarda, che partendo da Pavia risaliva la valle Staffora, saliva al monte Bogleglio e percorreva tutto il crinale tra val Boreca e val Borbera; dopo il monte Antola scendeva a Torriglia e quindi raggiungeva Genova.